# دمیتری کولیکوف (بازیکن فوتبال)
دمیتری کولیکوف (استونیایی: Dmitri Kulikov؛ زادهٔ ۲۳ سپتامبر ۱۹۷۷) بازیکن فوتبال اهل استونی بود.
از باشگاه‌هایی که در آن بازی کرده‌است می‌توان به باشگاه فوتبال لوادیا تالین، باشگاه فوتبال کورساره، و باشگاه فوتبال لانتانا تالین اشاره کرد.
وی همچنین در تیم‌های ملی فوتبال استونی بازی کرده‌است.